# Вишовград
Вишовград е село в Северна България. То се намира в община Павликени, област Велико Търново.

## География
Вишовград се намира на границата на Дунавската равнина с първите възвишения на Предбалкана.
То е на 33 км. от Велико Търново, 11 км. от Павликени, 8 км. от Бяла Черква, 8 км. от Емен, 7 км. от Горско Калугерово, 11 км. от Бяла река, 6 км. от Михалци, 10 км. от Красно градище и 10 км. от Росица.

### Местности в землището на селото
В землището на селото има над 141 местности с различни наименования. Вишовград е разположен на площ от 1.63 km².
В селото се намират няколко хълма: Чуката (0.3 km²), Голиш (0.17 km²), Канлъ дере (0.16 km²), Ямъта и други. Вишовград е обграден от няколко гори: Кайрашка и други. В селището се намира и геокомплекс в местност Зарапово (1.37 km²). Други местности: Кара Орман (1.82 km²), Големия камък (1.37 km²), Малкия камък, Кара Орман, Канлъ дере, Кукувица, Силима, Бъклица, Дълги дол, Задница, Гладника, Маранци, Миширлика, Плужна (0.77 km²).

### Климат
Климатът е умерено континентален, с 4 сезона, задържаща се снежна покривка през зимата и валежи през цялата година (август и септември могат да бъдат доста сухи).

### Води
Селото е богато на изворна вода. Изградени са над 15 чешми.
- Зарановска река
- Язовир Плужна
- На изток от Вишовград се намира Зараповския водопад.

### Почви
Почвите в землището на Вишовград са предимно черноземни и сиви горски (в по-малък процент).

### Флора и фауна
На землището на селото се намират селскостопански ниви (предимно зърнени култури), пасища, както и обширни естествени дъбови гори (доминирани от Quercus sp., Fagaceae). Срещат се често и гори/храсталаци предимно от габър (Carpinus sp., Betulaceae). Намират се и изкуствени насаждения от борове (Pinus sp., Pinaceae). Широко разпространени (култивирани и диворастящи) са и черницата (Morus sp., Moraceae), и орехът (Juglans regia, Juglandaceae), плодовете на които са с превъзходни вкусови качества.

### Забележителности
В землището на селото са разкрити останки от римско кале (връх Чуката). От там се е наблюдавал и охранявал римски път. Наблизо (7 – 8 km) при село Емен се намира красивият каньон на река Негованка. Там е и първата в България екопътека с дължина 1 km.
- Паметник в местност Дълги дол
- Паметник в местност Канлъ дере
- Геокомплекс Зарапово
- Вишовградски водопад

## История

### Праистория
В землището на Вишовград, поради благоприятните природни дадености и стратегическото му значение, е заселено още в праисторически времена. Открити следи от неолитно селище до хълма Чуката.

### Траки
В местността „Зарапово“ е съществувало тракийско селище. Открити са следи от тракийска керамика.

### Римско заселване
В землището на селото са съществували 2 римски селища. Едното се е намирало в земите на местностите „Зарапово“ и „Селище“. Предполага се, че на хълма Чуката е имало и наблюдателна кула, поради стратегическото значение на хълма и землището. През XX век от тези местности са открити множество артефакти, сред които сребърни броеници, римски оръжия, саркофаг. В селището жителите са се занимавали със земеделие и скотовъдство, и са развивали занаяти. Някои от артефактите водят до заключенията, че в римското селище е провеждан културен и административен живот. Археолозите откриват римски колони и гробници в други местности на селото.
Друго селище от римско време – романизирано славянско селище – е било в местността „Върбоклица“. Открити са останки от няколко римски крепости за защита на пътищата и вътрешните римски селища – „Кулата“, „Калето“, „Тепето“ и „Малбаир“.

### Възникване на съвременното село
Първите сведения за възникване на селото датират от XIV век. Вишовград е едно от трите села в земите между Ловеч и Търново, запазили имената си до XXI век и е възникнали до съществуваща крепост. Първото славянско-българско селище е възникнало в местността Камъка. Първите сведения за него са, че е било разположено в местността Селище.
Има различни версии за произхода на името Вишовград. Първата е, че в непосредствена близост до селото е имало манастир. Вероятно това е манастирът „Света Виша“, на източния край на хълма Чуката. Според легендата, по време на строежа му Висшагеркиня, жената на главния майстор, всеки ден му носи храна и става така, че сянката ѝ е неволно вградена в зидовете; тя започва да линее (заслабва) и не скоро умира, а селището е именовано така в нейна памет.
Друга легенда гласи, че Вишовград е получило това име понеже там е имало много вишни. Трета гласи, че наименованието на селото идва от „Висок град“, поради първоначалното му местоположение между хълмовете Чуката и Голиш.

### Ранна история
Отначало Вишовград, в местността Зарапово, брои към 57 домакинствата. В землището му има манастир – Манастир „Свети Йоан Предтеча“, намирал се е в северозападната част на землището, близо до земите на селата Росица и Бяла Черква. Според преданията, манастирът е разрушен през 1393 година, след падането на България под османска власт. Името на селото се е среща в архивните документи като „Вишувград“.

### Османско владичество
Вишовград е преместен между хълмовете Чуката и Голиш, вероятно заради честите набези на османските разбойници, а сред първите преместили се са местните жители Мирчо, Хубчо, Бойчо и Кара Цоньо.
През 1726 година във Вишовград е роден Мирчо войвода.
Един от първите известни кметове на Вишовград е Кольо Чорбаджи, управлявал в периода (1840 – 1860). Има сведения, че през тези години в селото е върлувал огромен пожар. Йордан Филипов Калабулака е кмет на селото през следващите 8 години.
Вишивградчанинът Драгия Ненов прави препис на Белочерковченската „История Славянобългарска“. Поп Георги от село Мусина е един от първите свещеници във Вишовград.
През годините 1823 и 1829, в селото върлува чума, която погубва много от жителите му.
Четата на Филип Тотю преминава през землището на Вишовград през 1867.
Отец Матей Преображенски присъства на основаването на революционен комитет, начело с поп Балчо Колев. В турските регистри фигурира дружество „Селска любов“, основано във Вишовград. Фондът е бил към църквата в селото, но средствата са събирани за революционния комитет там, съставен от свещеници и жители.
Със селото са свързани ред забележителни личности и събития от историята на страната. Най-често изтъкваното събитие е преминаването на четата на Хаджи Димитър и Стефан Караджа през землището на Вишовград на 20 – 21 юли (8 – 9 юли стар стил), 1868 г. Третата (в местността Дълги дол) и четвъртата (в местността Канлъдере) битка на четата се състоят в землището на селото. В Канлъдере е заловен жив Стефан Караджа. На мястото на битките са поставени паметници.
По време на Априлското въстание от Вишовград излизат 6 четници, които се присъединяват към четата на Поп Харитон, впоследствие разбита в Дряновския манастир.

### Трето българско царство
Първия кмет на селото след Освобождението е Съби. Няколко години по-късно кмет на селото е Стерзю. Съби Мирчев е кмет на Вишовград през 1908 година, преди и след обявяването на Независимостта на България.
Първите воденици на Зарановската река се създават през 1888 година. Вишовград става самостоятелна община за няколко десетилетия. През 1893 година са построени първите общински сгради в селото. Кварталът между Голиш и „Чуката“ е наречен „Горна махала“. Севлиевско опълченско дружество „Лъв“ издига паметник на Хаджи Димитър и Стефан Караджа в местността Дълги дол между два бора.
В 1895 година църквата „Свети Илия“ е изписана от дебърските майстори Наум Илиев и племенниците му Янаки Ненчов и Теофил Ненчов.
В селото започват да се развиват занаяти. Развива се бъчварството, кожухарството и тенекеджийството. Създават се първите шивачници и първите коларо-железарски работилници.
Вишовградчани откупуват землището в района на Плужна от българската държава през 1903 година. За целта те създават дружество „Компанията“ и събират исканата сума от 305 000 лева. 4 години по-късно се основава Потребителска кооперация „Спасение“. Неин пръв председател е Иван Делииванов.
В началото на XX век се създават жилищните райони (махали) Селище и Асанца. През следващото десетилетие се застрояват къщите на нови семейства от вишовградските родове. Създават се махалите Червен бряг и Дрибака.
През 1907 година е основана потребителска кооперация „Спасение“. Андрея Йорданов построява фабрика за цигли през 1921 година в местността Зарапово, която работи в продължение на 9 години.
На 6 февруари 1936 г. министърът на народното стопанство Димитър Вълев закрива седмичния пазар в селото поради липса на стопанско оправдание. Същевременно районът изживява и икономически подем. Първата дъскорезница в селото е построена през 1938. Появяват се и първите частни автомобили. Създава се пчеларско дружество „Нектар“. В селото е съществувала Столарска фабрика „Дъб“.
През 1939 братя Рубелови от Арбанаси даряват средства за построяване на Паметника „Загинали за Родината“ в центъра на селото. През 1940 в селото е основан клон младежката организация „Бранник“.
Първите трактори в селото са с марката Универсал и Щайер през 40-те години на XX век. През селото минава и първият автобус по линията Павликени – Велико Търново с марката MAN.
Първият вестник, издаван за село Вишовград, е „Житен клас“ и е издаван след 1945. Същата година започва и електрификацията на селото.

### Народна република България
Първия председател на Селски Народен съвет (пост, еквивалентен на кмет на селото) е Райко Цанков, заемал длъжността до 1949. Първата дама-кмет на селото управлява в периода 1969 – 1986 – Стефанка Иванова.
По инициатива на Младежки народен съвет, през 1947 година започва предаването Радиопредавателен стършел, с редактори Бойчо Бойчев и Иван Лесичков. В периода 1951 – 1952 за селото е създадено специално периодично издание „Скъпоценни зърна“, приложение към областния вестник „Борба“. Другият вестник се появява към края на 80-те и е наречен „Канлъ дере“.
Трудово кооперативно земеделско стопанство (ТКЗС) във Вишовград е създадено през 1949 година. Първият председател на ТКЗС-то е Паскал Радев. Към стопанството влизат 3000 броя домашни животни, банциг, плугове, трактор Щаер. Построяват се първите 3 навеса към ТКЗС-то. През първите години бригадите са 3. Създават се птицеферма, свинекомплекс (близо до Зарапово) и кравеферма. Няколко години по-късно, комплексните бригади стават 7. Набляга се на производството на пшеница, ръж, ечемик, слънчоглед. Вишовград става производител на над 25 вида десертно грозде и грозде за вино. През 1958 ТКЗС Вишовград влиза в състава на ОТКЗС „Бачо Киро“ в Бяла Черква. През 70-те години в селото за полска работа са закупени трактори съветско производство ЮМЗ-6 и ХТЗ Т-150. По-късно стопанството минава към АПК „Росица“ в град Павликени.
През 60-те години се озеленяват хиляди декари в землището, с над 20000 дървета – акации, борове и кестени. Също така е залесяван и хълмът Чуката – с борови дървета. В селото е съществувало летище за селскостопански самолети на хълма Голиш.
През 1961 се построяват новите сгради на кметството. Преди да се построят сградите на общината, тя се е помещавала в частни помещения и читалище „Ради Фичев“.
Работниците в кариерата достигат 60 души през 80-те години на XX век. Добитият материал се използва за направата на пътища в Павликенска община и панелни блокове в общинския център и областния център Велико Търново.
Първоначално през 1972 цехът работи към ЕЛПРОМ Велико Търново в областта на електрически двигатели. Около 1992 г. той преминава към фабрика за текстил в град Елена.

### Република България
Стефан Ненков е първи кмет на селото след демократичните промени. Друг кмет от това време е Иван Иванов (2011 – ).
ТКЗС и цехът в селото преустановяват своята дейност. В селото земеделска дейност развиват няколко агронома, но поради липса на работа и заради неуспехи на местните бизнес-начинания много вишовградчани се преселват в Павликени, Велико Търново, Бяла Черква, Плевен и други населени места.
През 2003 година в двора на училището (на мястото на първата църква) е открит пантеон в памет за загиналите за свободата на България и четниците Стефан Караджа и Хаджи Димитър, а дарител за строежа е академик Борислав Боянов. Провежда се научна конференция „Вишовград в регионалната и националната история на българския народ“.
През годините на демокрацията в центъра на селото работи странноприемницата (хотел) „Дълбок зимник“.

## Население
Преброяване на населението през 2011 г.
Численост и дял на етническите групи според преброяването на населението през 2011 г.:
|                     | Численост | Дял (в %) |
| Общо                | 318       | 100,00    |
| Българи             | 305       | 95,91     |
| Турци               | 4         | 1,25      |
| Цигани              | 0         | 0,00      |
| Други               | 7         | 2,20      |
| Не се самоопределят | 0         | 0,00      |
| Неотговорили        | 2         | 0,62      |

### Жители
За кратко време във Вишовград е живял японец. В селото се купуват имоти от граждани на Великобритания, Ирландия, Норвегия, Белгия и други страни.
| Година    | 1400 | 1550 | 1640 | 1820 | 1882 | 1893 | 1900 | 1923 | 1934 | 1946 | 1956 | 1965 | 1975 | 1984 | 1991 | 2001 | 2011 | 2021 |
| --------- | ---- | ---- | ---- | ---- | ---- | ---- | ---- | ---- | ---- | ---- | ---- | ---- | ---- | ---- | ---- | ---- | ---- | ---- |
| население | 560  | 500  | 820  | 2890 | 820  | 2354 | 2378 | 2450 | 2535 | 2496 | 2049 | 1729 | 1134 | 874  | 693  | 640  | 318  | 255  |

### Родове от село Вишовград
Свещеник Данаил Мусински, който е родом от село Мусина, е събрал най-много данни за Вишовградските родове и родовата памет в селото. Мусински е погребан в църквата „Свети Пророк Илия“.
Родовете Стойоолу, Дудреоолу, Поповите, Балеолу, Неноолу водят началото си от XVII век.
- Стоянови
- Станчеви
- Райкови
- Цанкови
- Иванови
- Петрови
- Бойчеви
- Балеви
- Райкови
- Цвяткови
- Събеви
- Таракчиеви

Фамилия Вишовградски е разпространена във Велико Търново и село Михалци.

### Местен диалект
Вишовградския говор е част от мизийско-балканския диалект. Откриват се разлики в изговарянето на някои от използваните думи в ежедневието във Вишовград и населените места около него. Нено Неделчев е единственият учен, направил най-обстойно изследване на вишовградския говор.

### Жилищни райони на селото
- Селище (0.14 km²)
- Корея (0.23 km²)
- Червен бряг (0.24 km²)
- Вървище (0.27 km²)

### Религия
Вишовград е част от Павликенската духовна околия и Великотърновската епархия. Първият свещеник, в по-ново време, във Вишовград е поп Михал, който е дошъл от Лозенградско. След него поп става Георги Петров.
Според преданията първата църква, която е построена е в района между Голиш и Чуката, но този храм е разрушен от завоеватели-турци. През 40-те години на XVII-век е построен храм на мястото на сградата на училището, а към него има и килийното училище, в отделна сграда. Иван Радев е духовник в храма до след Петров до 1895.
Православният храм „Свети Пророк Илия“ е построен в късен готически стил построен през 1897 година. Данаил Мусински е духовник в храма и през времето на НРБ.

## Образование

### Основно училище „Св. св. Кирил и Методий“
Първото училище в селото е килийно. Сведения за училищна дейност датират още от 1826, когато там преподава учител, с прякора Куция даскал.
Бачо Киро е учителствал във вишовградското училище. През 1855 учител е бил Паскал Радев Домусчиев. Някои от учениците му заплащат в грошове, други в крини (измервателен уред, подобен на широко сито) жито.
След него учителстват Драгия Недков и Иван Радев. Иван Радев е член на революционния комитет и учителства от 1867 – 1877. Димитър Коевцалията учителства в периода 1879 – 1882.
Първата училищна сграда (специално построена за училище в центъра на селото) е от 1882 г. Под сградата е имало тунел, по който минава селският път.
Втората сграда на училището (по-късно – интернат) е построена през 1893. Броят на учениците през 1898 е 237. За учебна дейност са се ползвали и дюкяните на Христо Попов.
В селото има и прогимназия с 3 класа. Невяна Севриева и Петър Димовски учителстват до 1900. Един от първите директори на училището е Иван Трифонов Делииванов, който учителства от 1898 до 1936 г. и създава училищната библиотека през 1906, дописва летописната книга и създава албум за училището. По това време са учителствали Никола и Бонка Събеви, Кирил Иванов, Илия Денчев, Мария Генчева, Обрешко Събев и други.
През 1941 година е построена трета (сегашна – към 10-те – 20-те години на XI век) сграда на училището. След 1944 година учителстват Денка и Илия Радоеви, Веска и Еленка Начеви. В края на 70-те години Училището оглавява Трифон Трифоновски.

#### Директори на училището
- Петко Петков (1944 – 1951)
- Веселин Василев (1951 – 1952)
- Илия Радоев (1952 – 1955)
- Христо Величков (1956)
- Йозиф Христов (1957 – 1959)
- Трифон Трифоновски (1959 – 1996)

### Читалище „Ради Фичев“
През 1896 година във Вишовград е основано Читалище „Канлъ дере“, по-късно преименувано на Читалище „Ради Фичев“, именувано на дарителя на средствата за строежа на сградата. През 1907 читалището има 47 членове. 1212 тома литература има към читалищната библиотека през 1949.
Около 1027 г. се играят пиесите „Хайдути“ от М.Неволин, „Левски“ от Иван Вазов, „Боряна“ от Йордан Йовков. „Свиден роден край“ от Емил Събев, „Песен за Вишовград“ от Трифон Трифоновски, „Мирчо хайдутин заспива“ са литературни произведения, посветени на вишовградския край.
От 1941 към читалището е създаден джазов оркестър. Вишовград е известен с така наречения „Вишовградски хумор“, който се характеризира с анекдоти.
През 1966 се провежда конференция „90 години Априлско въстание“.

#### Председатели
- Иваничка Стефанова Колева

## Редовни събития
- 24 февруари – Трифон Зарезан
- 2 август, Илинден – събор на селото
- 23 юли – Честване на една от най-големите битки на четата на Хаджи Димитър и Стефан Караджа, станала в землището на селото

## Личности
- Мирчо войвода е роден във Вишовград
- Пенка, майката на Петко Славейков, е родена във Вишовград
- Цона Добрева – майка на Бачо Киро
- Миладин Иванов Колев – преподавател във Великотърновски университет
- Трифон Трифоновски – писател
- Нено Неделчев (1945 – 2024), езиковед
- поп Балчо Колев (дядо на академик Борислав Боянов)
- Христо Василев Йорданов – професор във Висшия химикотехнологичен институт (цветни метали)
- Райко Райков – пръв учител в Основното училище в Петко Каравелово
- Събин Събев – юрист, професор по администрация и управление

## Спорт
В селото е съществувал футболен клуб ЦСКА „Вишовград“, участвал в спортни първенства от Павликенски и Търновски окръг. Първият стадион се е намирал извън селото в местността „Реките“, а после е преместен над Автогарата в местността „Вървище“.

## Други
На Вишовград е наречена улица в квартал „Банишора“ в София (Карта).